# The Man from Tumbleweeds
The Man from Tumbleweeds is een Amerikaanse western uit 1940 onder regie van Joseph H. Lewis.

## Verhaal
Wanneer Jeff Cameron wordt vermoord door de bandiet Powder Kilgore, doet diens dochter Cameron een beroep op de revolverheld Bill Saunders. Hij krijgt van de gouverneur de toestemming om een eenheid op te richten, die jacht zal maken op de bende van Kilgore. Zijn eenheid bestaat uit gevangenen, die hebben moeten beloven op het rechte pad te blijven.

## Rolverdeling
| Acteur         | Personage          |
| -------------- | ------------------ |
| Bill Elliott   | Wild Bill Saunders |
| Iris Meredith  | Spunky Cameron     |
| Dub Taylor     | Cannonball         |
| Ray Bennett    | Powder Kilgore     |
| Francis Walker | Lightning Barlow   |
| Ernie Adams    | Shifty Sheldon     |
| Al Hill        | John Webster       |
| Stanley Brown  | Slash              |
| Richard Fiske  | Kid Dixon          |
| Edward LeSaint | Jeff Cameron       |
| Don Beddoe     | Dawson             |